# Erlenbach (Germania)
Erlenbach è un comune tedesco di 4 875 abitanti, situato nel land del Baden-Württemberg.